# Постпетіоль

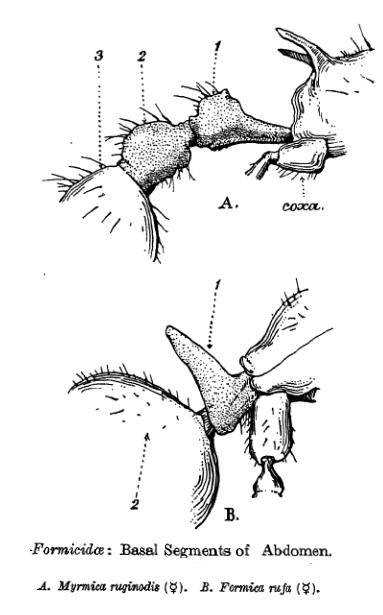
Порівняння двочленикового стебельця: 1 — петіоль, 2 — постпетіоль, 3 — черевце (A — Myrmica ruginodis) і одночленикового стебельця: 1 — петіоль, 2 — черевце (B — Formica rufa)

Постпетіоль (від лат. postpetiolus —"після ніжки, після стебельця"), також постпетіоле, постпетіолюс — латинська назва другого членика стебельця осиної талії деяких комах, розташованого між петіолем і черевцем (сегмент метасоми).

## Загальні відомості
Посттпетіоль є особливим сегментом метасоми комах, що мають двочленикове стебельце, розташований між петіолем і черевцем.
Стебельце в мурашок буває двочлениковим (петіоль + постпетіоль) і одночлениковим (петіоль — лусочка). Кількість члеників і форма стебельця дуже важливі для визначення виду. Наприклад, у мурашок підродини Formicinae стебельце одночленикове, а в Myrmicinae — двочленикове.

## Галерея

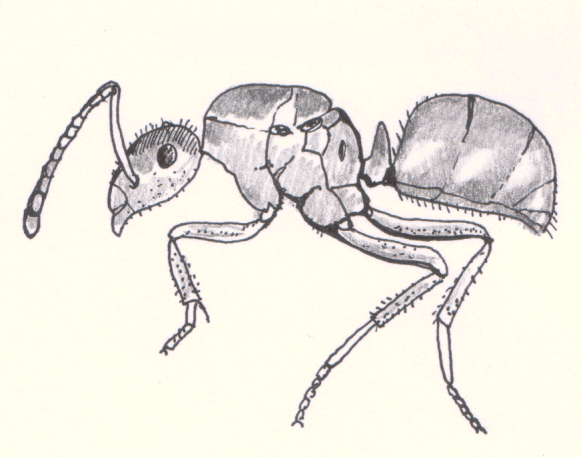
Одночленикове стебельце (петіоль) у мурах-форміцин.
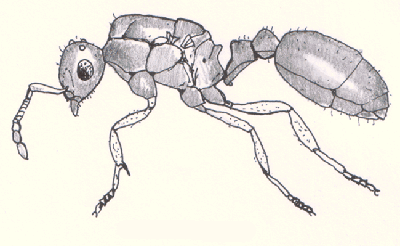
Двочленикове стебельце (петіоль + постпетіоль) у самиці мурашки-мирміцини.